# Мещанинов, Демид Демидович
Демид Демидович Мещанинов (1726 или 1729 — после 1811) — первый московский городской голова (1782—1785), предприниматель, общественный деятель, купец I гильдии (1782), именитый гражданин (1788), коллежский асессор.

## Биография
Происходил из семьи коломенских купцов-миллионеров, владевшей суконными мануфактурами, винных откупщиков. Отец — Демид Тимофеевич Мещанинов (1710 — ?), один из владельцев винокуренного завода в Труслейке (Симбирская губерния, 1750-е — 1760-е).
В 1750-е годах, будучи уполномоченным компании своего дяди Ивана Тимофеевича, винного откупщика, жил в Петербурге. В 1775 году в доме Д. Д. Мещанинова в Коломне Екатерина II, проезжавшая через город, принимала коломенских купцов вместе с их семьями.
По смерти И. Т. Мещанинова с 1777 года стал владельцем суконных фабрик в Коломне, Коломенском и Зарайском уездах. В 1778 году купил у Д. Д. Земского Адищевскую бумажную фабрику, в 1780 — суконную фабрику купца А. Еремеева в Кадашёвской слободе; владел также лавками в разных районах Москвы (в том числе на Таганском торгу).
В октябре 1782 года избран городским головой Москвы. В числе его заслуг на этом посту:
- ремонт обветшавших зданий мужской и женской богаделен при московском городовом магистрате, в которых содержалось около 270 человек, — по его предложению (апрель 1784); сам первым внёс 100 рублей, показав пример другим московским купцам;
- строительство Водоотводного канала (1783—1786) с целью предупреждения разрушений в половодье районов Замоскворечья и опор Большого Каменного моста;

В 1790 году инициировал сбор пожертвований на перестройку Гостиного двора, лично внёс 3000 рублей. Храмоздатель Воскресенского собора Покровского монастыря (1792—1798; Таганская ул., 58).
По ревизии 1811 года — купец 3-й гильдии, вышедший в мещанство. В 1811 году передал все дела сыну.

## Семья
Жена — дочь московского купца Н. Ф. Беляева Варвара Никитична (1732 — 14 декабря 1801). Их дети:
- Маркел (1748 или 1750 — 01.02.1824), именитый гражданин, купец 1-й гильдии (1779), дворянин (1796), помещик села Образцово Богородского уезда Московской губернии. В 1781 году выбыл в военную службу, в 1783 году из прапорщиков — в гражданскую службу титулярным советником, затем — надворный советник; содержал часть московского питейного откупа (1787—1791)[4]; 26 июня 1801 года был жалован дипломом на потомственное дворянство (по прошению от 16.4.1792)[8]; в первом браке имел четырёх дочерей и сына; с 27.01.1785 был второй раз женат — на дочери В. В. Суровщикова, Вере Васильевне Гусятниковой (1752 — после 1795), которая родила ещё четырёх сыновей и трёх дочерей; в третий раз с 18.05.1810 года был женат на Федосье Фёдоровне[5], сестре члена строительного комитета при Казанском университете Гавриила Фёдоровича Вишневского и имел от этого брака ещё четырёх сыновей и две дочери[9];
- Елизавета (1772—1797; похоронена в Донском монастыре), замужем за секунд-майором Иваном Васильевичем Хотяинцевым (1750—1808; похоронен в Донском монастыре);
- Анна (1774 — после 1795), замужем за капитаном 1-го ранга Н. П. Хомутовым.

## Адреса в Москве
- Новая Басманная, 33 — собственный 2-этажный особняк[1].
- Ветошный переулок, 13[10]